# ОДЭК Северск
Северск ОДЭК —  строящийся опытно-демонстрационный энергетический комплекс с реакторной установкой БРЕСТ-ОД-300 в Томской области.

## Планы
В настоящее время в г. Северск Росатом строит опытно-демонстрационный энергетический комплекс (ОДЭК) в рамках отраслевого проекта «Прорыв». Цель проекта – демонстрация замыкания ядерного топливного цикла на базе реакторов на быстрых нейтронах.
ОДЭК будет состоять из энергоблока с реактором четвёртого поколения БРЕСТ-ОД-300 со свинцовым теплоносителем мощностью 300 МВт. Он будет замыкать ядерный топливный цикл пристанционного завода, который включает в себя:
- модуль переработки облученного смешанного нитридного уран-плутониевого (СНУП) ядерного топлива;

- ядерное топливо реактора БРЕСТ;

- модуль по фабрикации и рефабрикации плотного СНУП-топлива.

## Хронология событий
- 09.06.2021 в Северске Томской области началось строительство опытного демонстрационного энергоблока с реакторной установкой на быстрых нейтронах БРЕСТ-ОД-300[3].
- 29 декабря 2022 года на площадке ОДЭК заработал стенд для испытаний главного циркуляционного насоса БРЕСТ-ОД-300. Завершились строительные работы на уникальном стенде, где будут тестировать оборудование для быстрого реактора со свинцовым теплоносителем[4].
- В середине 2023 года завершён монтаж опорной плиты для реакторной установки[5].
- 20 декабря 2023 в Северске началось строительство ЛЭП для выдачи мощности с энергоблока БРЕСТ-ОД-300. В общей сложности подрядчиками будет установлено 160 опор, суммарная протяженность воздушных линий составит более 34 километров[6].
- 17 января 2024 года начался монтаж реакторной установки БРЕСТ-ОД-300. Установлена стальная опорная плита реактора общим весом 165 тонн, в шахту реактора погружена первая часть корпуса реакторной установки — нижний ярус ограждающей конструкции[7].
- В мае 2024 года Росатом актуализировал сроки завершения строительства ОДЭК: атомный реактор БРЕСТ-300 планируется запустить в 2028 году, а последний из главных компонентов замкнутого ядерного топливного цикла — модуль переработки отработанного ядерного топлива — в 2030-м[8].
- 23 мая 2024 Алексей Лихачёв и Аджит Кумар Моханти посетили площадку сооружения первого в мире энергокомплекса. В ходе совместного визита было проведено обсуждение перспективных направлений российско-индийского сотрудничества в атомной сфере[9].
- 7 августа 2024 установлен третий, последний ярус ограждающей конструкции реактора БРЕСТ-ОД-300. Тем самым был завершён первый этап монтажа корпуса реактора энергокомплекса[10].

## Информация об энергоблоках
| Энергоблок | Тип реакторов | Мощность | Мощность | Начало строительства | Подключение к сети | Ввод в эксплуатацию | Закрытие |
| Энергоблок | Тип реакторов | Чистый   | Брутто   | Начало строительства | Подключение к сети | Ввод в эксплуатацию | Закрытие |
| ---------- | ------------- | -------- | -------- | -------------------- | ------------------ | ------------------- | -------- |
| Северск-1  | БРЕСТ-ОД-300  | 275 МВт  | 300 МВт  | 09.06.2021           | 2027 (план)        | 2028 (по планам)    |          |